# Чунихін Олексій Олексійович
Олексій Олексійович Чунихін (нар. 17 червня 1953) — український радянський діяч, новатор виробництва, сталевар Запорізького металургійного комбінату «Запоріжсталь» імені Серго Орджонікідзе. Член ЦК КПУ в 1986—1990 роках.

## Біографія
Закінчив базове професійно-технічне училище № 8 при Запорізькому металургійному комбінаті «Запоріжсталь». Служив у Радянській армії.
У 1970-х — 1990-х роках — підручний сталевара мартенівської печі № 8, сталевар мартенівського цеху Запорізького металургійного комбінату «Запоріжсталь» імені Серго Орджонікідзе Запорізької області.
Член КПРС з 1979 року. Обирався секретарем партійної організації третьої бригади сталеварів мартенівського цеху Запорізького металургійного комбінату «Запоріжсталь».
Потім — на пенсії в місті Запоріжжі.

## Нагороди
- Орден Трудової Слави
- ордени
- медалі